# Affonso Gonçalves dos Reis
Affonso Gonçalves dos Reis, ou Mestre Affonso, (Ponte Nova, 13 de agosto de 1916 - 8 de outubro de 2011) foi um religioso salesiano, músico, maestro, professor brasileiro.
Afamado regente de Banda Sinfônica, mais de cinco décadas da Banda Sinfônica do Colégio Salesiano Santa Rosa, que sob a sua batuta adquiriu reconhecimento internacional conquistando dezenas de prêmios. Grandes músicos brasileiros iniciaram seus estudos com Mestre Affonso, dentre os quais: Alexandre Romanazzi (flautista); Cristiano Alves (clarinetista), Delton Martins Braga (trompetista); Enrique Maia Sanchez (trompetista); Júlio São Paio (guitarrista, flautista, compositor); Ivan Mendes (fundador do grupo de Choro Unha de Gato); Gilberto Fraga Portilho (clarinetista, fundador do Ensemble de Clarinetas Jayoleno dos Santos).
A orquestra da Petrobrás prestou homenagem ao maestro em 1991.